# Gottlob Adam Johann von Wrochem
Gottlob Adam Johann von Wrochem (ur. 1765, zm. 11 listopada 1840) – właściciel Pszowa i Rydułtów, landrat powiatu raciborskiego, syn Johanna Heinricha von Wrochema. Był trzecim z rzędu przedstawicielem rodu von Wrochem na stanowisku landrata w powiecie raciborskim. Urząd ten piastował w latach 1816–40. W 1840 roku przeszedł na emeryturę i w tym samym roku zmarł. Jego następcą został jego bratanek, Heinrich Alexander Robert von Wrochem.